# Hans Schwier
Hans Schwier (né le 21 février 1926 à Lerbeck et mort le 31 juillet 1996 au cap Finisterre) est un éducateur et homme politique allemand (SPD). De 1980 à 1983, il est ministre de la Recherche et de 1983 à 1995 ministre de l'Éducation de Rhénanie du Nord-Westphalie.

## Biographie
Après avoir été diplômé de l'école primaire, il étudie à l'école secondaire et obtient son diplôme d'études secondaires en 1943, Schwier participe à la Seconde Guerre mondiale en tant que soldat. Il est fait prisonnier et il est libéré en 1945. Un an plus tard, il passe l'Abitur et en 1948 commence ses études à l'Académie pédagogique, qu'il termine en 1950 avec le premier examen d'État pour l'enseignement dans les écoles primaires. Il travaille de 1950 à 1956 comme enseignant dans une école primaire et passe le deuxième examen d'État pour l'enseignement dans les écoles élémentaires en 1954. De 1956 à 1969, il est recteur d'une école primaire et secondaire et de 1969 à 1970 il est conseiller scolaire de l'arrondissement de Bielefeld. En 1970, il est mis à la retraite conformément à la loi sur le statut juridique de l'État. En 1980, il démissionne de ses fonctions conformément à l'article 32 de la loi sur les députés (AbgG NW).
Schwier rejoint l'Union pour l'éducation et la science (GEW) en 1950 et le 1er avril 1952 le SPD. De 1968 à 1988, il est membre du comité de district du SPD de Westphalie-de-l'Est-Lippe, de 1971 à 1989 membre du comité d'État du SPD Rhénanie-du-Nord-Westphalie et de 1973 à 1978 président du sous-district du SPD Gütersloh.
Schwier est membre du conseil municipal d'Oer-Erkenschwick de 1963 à 1964, de 1969 à 1973 membre et président du groupe parlementaire SPD au conseil d'arrondissement d'Halle-en-Westphalie et, après la réorganisation locale, à partir de 1973 à 1980, membre du conseil d'arrondissement de Gütersloh. Lors des élections régionales de juin 1970, il est élu membre du Landtag de Rhénanie-du-Nord-Westphalie, dont il sera membre jusqu'en 1995. Il y représente la 143e circonscription (Halle–Bielefeld-Land II) de 1970 à 1975, de 1975 à 1985, il est élu sur la liste de l'État et de 1985 à 1995, il représente la 104e circonscription (Gütersloh III). Au parlement, Schwier est vice-président du groupe parlementaire SPD de 1975 à 1980. En 1975, il est l'un des initiateurs du plan de réforme scolaire « École coopérative », qui échoue en 1978.
Schwier est le nommé le 4 juin 1980 par le ministre-président Johannes Rau, ministre de la Science et de la Recherche de Rhénanie du Nord-Westphalie et, à ce titre, fait campagne pour des mesures d'austérité dans les universités au début des années 1980. Il occupe son poste de ministre de la Science jusqu'au 25 octobre 1983, ce jour-là, il est nommé ministre de l'Éducation en tant que successeur de Jürgen Girgensohn dans le cadre d'un remaniement ministériel. 
Dans ce rôle également, il préconise des mesures de réduction des coûts. En 1984, sa proposition, connue sous le nom de «plan Schwier», de réduire de 4% les salaires des enseignants pour créer de nouveaux postes d'apprentissage avec l'argent économisé, fait face à la résistance du corps enseignant et du GEW.   Au cours des années suivantes, il dévie progressivement de la ligne du SPD d'État pour introduire des écoles polyvalentes dans tout l'État.  Le 17 juillet 1995, comme il l'a déjà annoncé en mai, Schwier quitte le cabinet ministériel pour des raisons d'âge.  
En plus de ses fonctions politiques, Schwier est président de Neue Schauspiel GmbH à Düsseldorf, membre du conseil de surveillance de la Ruhrfestspiele Recklinghausen et du conseil consultatif du conseil d'administration de la Fondation de la Culture de la Ruhr à Essen . De 1995 jusqu'à sa mort, il est président de l'Académie européenne des sports au château de Velen.
Il décède en 1996 alors qu'il est en vacances en Espagne, probablement dans un accident de natation. Son corps est retrouvé sur une plage près du cap Finisterre dans la province de La Corogne .
Hans Schwier est marié et a trois enfants.

## Honneurs
- Chevalier de l'ordre du Mérite de la République fédérale d'Allemagne (1980)
- Commandeur de l'ordre du Mérite de la République fédérale d'Allemagne (1983)
- Grand officier de l'ordre du Mérite de la République fédérale d'Allemagne (1987)
- École professionnelle Hans-Schwier à Gelsenkirchen